# Stryper
Stryper is een Christelijke whitemetalband uit de Verenigde Staten die in 1983 werd opgericht. 
De naam Stryper is afgeleid vanuit een passage uit de Bijbel. In Jesaja 53:5 komt dit gedeelte voor: en door zijn striemen is ons genezing geworden. Het woord "striemen" kan worden vertaald als "stripes", wat de basis vormde voor de naam "Stryper".
Al gauw werd Stryper ook een bekende naam binnen de metalscene, mede vanwege de gewoonte tijdens optredens bijbels het publiek in te gooien. Dit gebeurde ook toen Stryper in 1987 de hoofdact was van het Dynamo Open Air-festival in Eindhoven.
De band viel uit elkaar en kende een periode van inactiviteit voordat ze weer bij elkaar kwam. 

## Geschiedenis

### Beginjaren
In 1983 richtten de broers Michael Sweet en Robert Sweet een nieuwe band op die de naam Roxx Regime kreeg. Al gauw kwam Oz Fox in de band. De band besloot de naam te veranderen naar Stryper en begon nummers te schrijven. Hierna kwam Timothy Gaines bij de band.
In 1984 kreeg Stryper een contract aangeboden bij Enigma Records. Hierna bracht Stryper op 10 juli 1984 zijn eerste album The Yellow And Black Attack uit. In deze tijd opende Stryper voor veel bands. Gauw hierna kwam op 15 mei 1985 het tweede album Soldiers Under Command uit. Van dit album werden meer dan een half miljoen albums verkocht. Na dit onverwachte succes bracht Enigma Records op 10 augustus 1986 opnieuw het album The Yellow And Black Attack uit, met twee nieuwe nummers.

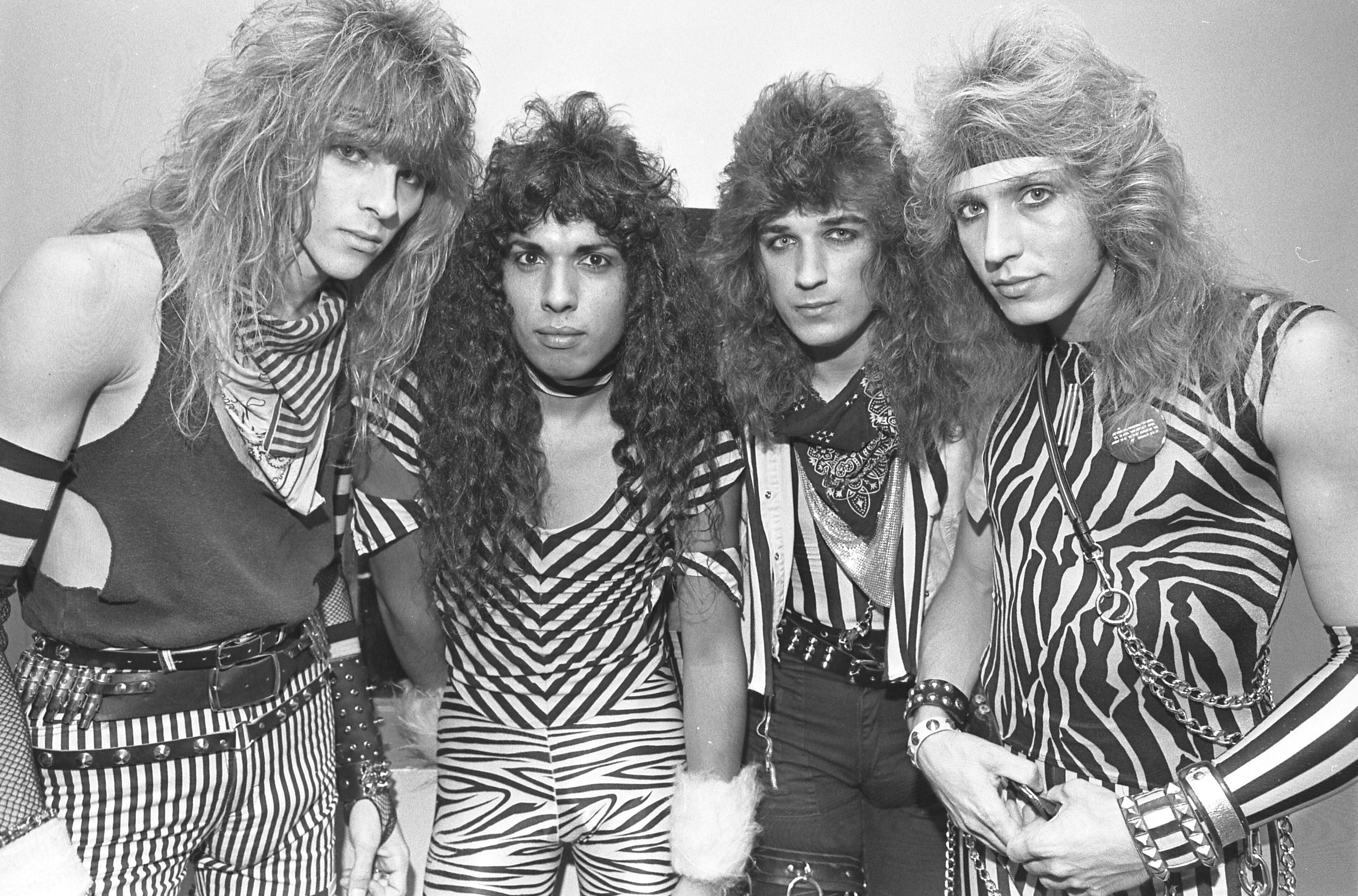
Stryper in 1984

In oktober 1986 bracht Stryper zijn derde album uit, To Hell With The Devil. Van dit album werden meer dan 2 miljoen exemplaren verkocht. Nummers als Calling On You, Free en Honestly waren populair op MTV in 1987. Al gauw werd Stryper een bekende naam binnen de seculiere metalscene. Stryper ging in 1987 op wereldtour. Ze kwamen ook als hoofdact op het festival Dynamo Open Air in Eindhoven. In 1987 toerde ze samen met TNT, een glam-metal band uit Noorwegen, door de Verenigde Staten.
Het vierde album In God We Trust van Stryper kwam uit op 28 juni 1988. Dit album neigde meer naar popmuziek. Ook volgde na dit album een tour.

### Latere jaren
Op 21 augustus 1990 bracht Stryper het album Against The Law uit. In tegenstelling tot de eerdere albums bevatte de hoes van Against The Law niet de typerende zwart-gele strepen, en ook kwamen er weinig christelijke teksten in voor. De stijl van het album leek meer op classic metal. Het album verkocht slecht en ook de tour viel erg tegen. Op een avond voordat Stryper een concert begon, kregen de bandleden een telefoontje waarin verteld werd dat Enigma Records failliet was.
Eind 1991 kreeg Stryper een contract voor één album bij Hollywood Records aangeboden. Het nieuwe album werd een verzamelalbum met twee nieuwe nummers. Op 20 juli 1991 bracht Stryper het verzamelalbum Can't Stop The Rock uit. Op de tour die er aan verbonden was viel gitarist Oz Fox enkele malen voor Michael Sweet in op de zang. Dit gebeurde ook in augustus 1991 toen Stryper op het Flevo Festival in Nederland speelde. Na de tour verliet Michael Sweet de band en ging zich storten op een soloproject.
De band bleef achter zonder zanger en label maar was geboekt voor verschillende concerten in Europa. Fox viel bij al deze concerten op de zang in. Eind 1992 viel Stryper uit elkaar. Fox en Timothy Gaines richtten begin jaren 90 hun eigen band Sin Dizzy op en Robert Sweet drumde bij verschillende andere bands.

### Nieuwe tijd
In 2000 en 2001 speelden de bandleden van Stryper voor het eerst weer samen op het podium. Dit gebeurde op de zogenaamde Stryper expo's. In 2003 vroeg Hollywood Records de bandleden enkele nieuwe nummers op te nemen voor het nieuwe verzamelalbum 7: The Best Of Stryper dat nog dat jaar werd uitgebracht. Stryper verbond hier een tour aan die de naam Seven Weeks: Live In America, 2003 kreeg. Stryper speelde 36 concerten in de Verenigde Staten en nam een livealbum op dat ze dat jaar zelf uitbrachten.
In 2004 speelde Stryper in Puerto Rico waar opnames werden gemaakt voor een dvd. Ook was dit het laatste concert van Timothy Gaines, hij was de laatste jaren met zijn vrouw aan een andere stijl muziek gaan werken. Bij andere concerten dat jaar viel Tracie Ferrie in als bassist. Hij werkte al eerder samen met Michael Sweet op soloalbums.
Bij de concerten in 2004 vertelde Michael Sweet in interviews dat het voor hem leek of een nieuwe band geboren was. Daarom besloot hij in 2005 met Stryper een nieuw album op te nemen bij Big3 Records. Reborn kwam uit op 16 augustus 2005. Een kleine tour werd hier aan verbonden. Het album lijkt meer op de laatste soloalbums van Michael Sweet.
In 2006 bracht Stryper de dvd van 2004 uit onder de naam Greatest Hits: Live in Puerto Rico. In november van datzelfde jaar kreeg de band een nieuwe manager en maakten ze melding van een nieuw album uit te komen in de eerste helft van 2007. Door ziekte van de vrouw van zanger Michael Sweet, die op 5 maart 2009 is overleden, werd het uitbrengen van het album opgeschoven. 'Murder By Pride' werd uiteindelijk op 21 juli 2009 in de Verenigde Staten uitgebracht, gevolgd door een Amerikaanse en Europese tour.
Op 5 november 2013 kwam het album No More Hell to Pay uit bij Frontiers Records.
Sinds 31 augustus 2017 is Tim Gaines niet meer lid van de band. De reden is volgens hem, omdat hij gescheiden is.

## Bandleden
- Michael Sweet: zang en gitaar;
- Robert Sweet: drums;
- Oz Fox: gitaar; (Fox is ook een van de twee gitaristen van Bloodgood en geeft ook gitaarles)
- Timothy Gaines (1983-2004, 2009-2017): bas.

## Ex-leden
- Tracy Ferrie (2004-2009): bas;

## Albums
- 1984 : The Yellow And Black Attack;
- 1985 : Soldiers Under Command;
- 1986 : The Yellow And Black Attack (opnieuw opgenomen);
- 1986 : To Hell With The Devil;
- 1988 : In God We Trust;
- 1990 : Against The Law;
- 1991 : Can't Stop The Rock (een verzamelalbum met twee nieuwe nummers).
- 2003 : 7: The Best Of Stryper (verzamelalbum met twee nieuwe nummers);
- 2003 : Seven Weeks Live In America (hun eerste livealbum);
- 2005 : Reborn;
- 2007 : The Roxx Regime Demos (album met nummers opgenomen in 1983);
- 2009 : Murder By Pride;
- 2011 : The Covering (Coveralbum van verschillende Heavy Metal en Rockbands met één nieuw nummer).
- 2013 : Second Coming (Album met oude nummers heropgenomen, 2 nieuwe nummers).
- 2013 :  No More Hell to Pay
- 2015 : Fallen
- 2018 : God damn evil
- 2020 : Even the devil believes
- 2022 : The final battle